# 博多 はたおと
『博多 はたおと』（はかた はたおと）は、NHK福岡放送局が2008年に制作・放送した『福岡発地域ドラマ』シリーズの作品のひとつである。

## 概要
福岡局が2年ぶりに制作した『地域ドラマ』作品であり、2008年12月12日に総合テレビ『九州沖縄スペシャル』で放送された。
福岡市に実際にある博多織の技術者を養成する「博多織カレッジ」を舞台に、祖母が大事にしていた博多織の帯にまつわるエピソードをきっかけに、若い女性が博多織の職人を目指し奮闘する姿を描く。

## あらすじ
27歳までフリーターをしていた柴田春子は、博多織職人に憧れて博多織の職人養成学校「博多織キャリアカレッジ」へ入学し、機織を学びながら織物会社への就職を目指していた。だが帯の図案を考え出せず、古い帯の柄を写してしまい、それが原因で就職をふいにしてしまう。落ち込む春子に、祖母の紀和は若い頃の自分と夫の写真を見せる。そこには紀和が夫に買ってもらった思い出深い帯が写っていたが、夫婦喧嘩のときに怒りのあまり捨ててしまったという。その帯はカレッジの講師・岩井仙助が若い頃に織ったものだった。だがある日、紀和が倒れ、春子は祖母のために思い出の帯を織ろうと決意する……。

## キャスト
- 柴田春子：星野真里（8歳：今田萌）
- 岩井仙助：竜雷太
- 大川内紀和：草村礼子
- 西間浩太郎：鶴賀皇史朗
- 八山かおり：酒瀬川真世
- 川原俊介：久世卓矢

ほか、地元福岡で活動する俳優や、福岡市民のエキストラ多数が出演した。

## 放送日時
- 初回：2008年12月12日 19:30 - 20:43（『九州沖縄スペシャル』）
- 全国放送は2009年2月11日 8:35 - 9:50

## 関連番組
- 福岡にんげん交差点『もうひとつのドラマ〜博多織に生きる〜』
  - 放送：2008年12月5日 19:30 - 19:55
  - 概要：ドラマでの「博多織キャリアカレッジ」は名前を変えただけで、「博多織デベロップメントカレッジ」として実在する。ここでは、ドラマの春子のように、博多織師のたまごたちが日々奮闘している。中には、博多織業界の後継者もいる。リアルに展開される生徒たちの苦悩の日々を取材し、主演の星野がナレーションを務めた。